# بزروس
بزروس (به پرتغالی: Bezerros) یک منطقهٔ مسکونی در برزیل است که در پرنامبوکو واقع شده‌است. بزروس ۴۹۱ کیلومتر مربع مساحت و ۶۰٬۸۸۰ نفر جمعیت دارد.